# Ingrid Lazper
Ingrid Lazcano Pérez (Naucalpan de Juárez, Estado de México, 13 de agosto de 1983) es un presentadora de televisión y productora, locutora de radio y columnista de medios impresos y digitales, y corresponsal de radio en USA reconocida por su especialización en el género regional mexicano. Su trabajo en medios inicia en el 2010 y continúa de manera ininterrumpida hasta la fecha, trabajando para las televisoras más importantes de México, Televisa, Azteca y MVS TV, así como en radio con cadenas como La Z, Ke Buena y Que Buena USA. Y en su faceta como columnista en la Revista Soy Grupero, Saps Grupero y Tv y Novelas.

## Biografía

### Nacimiento e infancia
Ingrid Lazcano Pérez nació el 13 de agosto de 1983 en Naucalpan de Juárez, Estado de México. Desde pequeña demostró un interés sobresaliente por el mundo creativo, del espectáculo y la comunicación. A temprana edad, desarrolló un interés apasionado por el género regional mexicano siguiendo de cerca la obra de artistas como Límite y Alicia Villareal, Grupo Intocable, Los Tigres del Norte, Bronco y La Banda el Recodo.

### Comienzos
A pesar de que sus intereses se dirigían hacia el medio del espectáculo, decidió estudiar la Licenciatura en Derecho en la Universidad Iberoamericana en la que se graduó con excelencia académica ejerciendo dicha carrera durante 4 años, tanto en la Cancillería Mexicana, como en el ámbito privado dentro del rubro de Derechos de Autor y Propiedad Intelectual, pero su verdadera vocación se impuso por lo que tras titularse tomó la decisión de viajar a España para formarse como locutora de radio y televisión en la escuela de comunicaciones Exitae, ingresando más tarde en México a la escuela de conducción de la Productora de TV Azteca Magda Rodríguez recibiendo su primera oportunidad a unos meses de distancia para trabajar como reportera en el programa de Azteca América Al Extremo.

## Resumen de Trayectoria
Permaneció durante 6 meses en Al Extremo, en la cadena Azteca América (producida en México para la comunidad latina de Estados Unidos). Pero su interés particular por la música regional mexicana la llevó a buscar un espacio para dedicarse específicamente a la comunicación de este género. Tuvo entonces una oportunidad en el programa Corazón Grupero (posteriormente llamado Vámonos al Baile) también en Azteca América bajo la producción de Antonio Hermida donde se desempeñó como reportera, guionista y presentadora. Más tarde su inquietud por tener un espacio para la difusión del género grupero dentro de la pantalla mexicana la lleva a pedir una oportunidad para unirse al programa Top Ten en 2011 producido por Esteban Macías en donde se desempeñó como reportera y más tarde como conductora durante 3 años al lado de Fer Gay. A la par, a mediados del 2011 se suma a otra televisora dentro de una cadena especializada en el género regional mexicano bajo el sello de La Mejor Tv (formato televisivo de la famosa cadena radial La Mejor) en MVS TV iniciando en el programa Aquí Nomás la Mejor y posteriormente en 2012 dentro de la misma empresa como conductora en el programa de revista vespertino Tu Casa TV producido por Jerry Ramírez compartiendo créditos con Anette Cuburu, Patricio Cabezut y Rafa Balderrama alternando con el Night Show Archivo Grupero en el que se desempeña como gerente informativo, coordinadora de talento, guionista y conductora. 
En el año 2013 es invitada a ser columnista de la revista Soy Grupero y de la revista digital SAPS Grupero siendo ambas las más reconocidas dentro del género. En el año 2014 recibe la oportunidad de unirse como colaboradora a la estación de radio La Z de Grupo Radio Centro 107.3 FM en el programa de radio sabatino Las Grandes de La Z al lado del destacado locutor y Gerente de la estación Gabriel Roa y es también en 2014 cuando se suma como colaboradora al portal Radio Notas de Monitor Latino en donde trabajó durante un año. Fue presentadora en el programa Tu Casa TV y Archivo Grupero, en MVS TV durante 5 años y locutora en Las Grandes de la Z.
En 2016 se integra como Presentadora al canal de Televisa, Bandamax, como titular del noticiero Notibanda, y el programa musical Sesiones Bandamax, así mismo es la responsable de las coberturas de entrevistas, y eventos, así como titular de los Programas Especiales del canal junto a Blanca Martínez "La Chicuela", puestos en los que se desarrolló hasta el 2020. Y justamente en mayo de 2020 arranca una nueva experiencia que continúa hasta la fecha, como conductora y en la producción junto a Víctor Moreno de Regional Clasificado, el espacio periodístico de Bandamax. Así mismo desde 2017 hasta la fecha ha sido conductora de los Premios Bandamax junto a Cynthia Urias, Paul Stanley, Raúl Araiza y Chito Villegas.

### Trabajos realizados
- Televisión (2010) "Al Extremo" Azteca América. Reportera.
- Televisión (2010-2011) "Corazón Grupero" (luego "Vámonos al Baile") Azteca América. Reportera, guionista y conductora.
- Televisión (2011-2014) Top Ten TV Azteca. Reportera y Conductora.
- Televisión (2011) "Aquí Nomás La Mejor TV" MVS TV. Conductora.
- Televisión (2012-2016) "Tu Casa TV" MVS TV. Conductora
- Televisión (2013-2015) "Archivo Grupero" MVS TV. Conductora, guionista, jefa de información y coordinadora de talento.
- Prensa Digital (2013-2018) Saps Grupero (Portal Web). Columnista.
- Radio (2014-2016) Las Grandes de la Z Grupo Radio Centro 107.3 FM Colaboradora - Locutora.
- Televisión (2016-2020) "NotiBanda" Bandamax. Televisa. Conductora.
- Prensa Escrita (2017-2020) "Mi Pecho no es Bodega". TV y Novelas. Televisa. Columnista.
- Podcast (2019-2021) "Soy Grupero" en Spotify. Soy Grupero. Locutora.
- Televisión (2020-2021) "Buenos Días Bandamax" Bandamax. Televisa. Conductora.
- Prensa Escrita (2013-2020) Revista Impresa Soy Grupero. Columnista-Imagen Mobile y "Las 5 de Soy Grupero"
- Televisión (2020-A la fecha) "Que News Bandamax" Bandamax. Televisa. Conductora.
- Televisión (2021-A la fecha) "Regional Clasificado" Bandamax. Televisa. Conductora y Productora.

### Algunas Participaciones especiales
- Reportera Especial Posada Ventaneando 2010 -2011
- Imagen de Promoción de la Feria Internacional del Caballo Texcoco TV Azteca, 2012
- Imagen de Promoción de la Feria de Aguascalientes TV Azteca, 2012
- Conductora Especiales "Joyas Gruperas" TV Azteca y Azteca América, 2012
- Conductora "Especiales La Mejor" MVS TV 2011-2012
- Imagen Especiales Comercialización Comex / Cementos Cruz Azul 2014 -2015
- Modelo del videoclip de El Chapo de Sinaloa "Le Hace Falta un Beso" 2013
- Modelo del videoclip de El Chapo de Sinaloa "Tristes recuerdos" 2015
- Conductora de las audiciones de la  disquera Badsin Records del cantautor Gerardo Ortiz, Los Ángeles, California
- Conductora 6a. Convención Monitor Latino, Ciudad de México 2013
- Conductora 7a. Convención Monitor Latino, Los Ángeles, California 2014
- Conductora 8a. Convención Monitor Latino, Monterrey, Nuevo León 2015[4]
- Embajadora del Carnaval de Mazatlán en Desfile y diversos eventos del gobierno 2018
- Conductora de la ADEEM 2018 y 2022
- Moderadora del primer panel de Regional Mexicano en Latino Show Awards, Bogotá, Colombia 2019
- Conductora de los Premios Latino Show Awards, Bogotá, Colombia 2019
- Conductora del Aniversario de la Banda el Recodo en el Estadio Teodoro Mariscal 2019
- Coconductora y conductora Alfombra Roja Premios Bandamax 2017-2019
- Presentadora en panel y show Latin Music Week de Billboard en Las Vegas 2019
- Conductora Estelar Premios Bandamax 2020-2022
- Conductora Backstage la Descarga de La Z Palacio de los Deportes 2015-207
- Presentadora Especial "La Fiesta de la Radio" Ke Buena Estadio Azteca para Bandamax 2017-2019
- Presentadora en ADEEM Evento de La Fiera de Ojinaga, Energía Norteña y Maquinaria Norteña en Las Vegas
- Presentadora del Especial 50 años de Huracanes del Norte en la Arena Ciudad de México 2023
- Presentadora y producción Programas Especiales Chico Che, Rigo Tovar, y Voces de la XEW 2023
- Presentadora eventos especiales de gobiernos estatales y municipales así como bailes, jaripeos, ferias y presentaciones de discos a lo largo de toda su trayectoria.
- Presentadora en Eventos de marcas comerciales.

## Activismo
Desde el inicio de su carrera en TV, Ingrid Lazper ha realizado labores de activismo,buscando lograr un impacto mediático a través de sus opiniones, postura en redes sociales y en los contenidos de sus programas.  Las causas principales que defiende son los derechos de los animales, derechos de equidad de género, la no violencia contra los grupos vulnerables, la difusión y apreciación de la cultura mexicana y los derechos humanos de los migrantes latinoamericanos en Estados Unidos y los pueblos indígenas. A través de su trabajo en Regional Clasificado ha puesto énfasis especial en las historias de vida que inspiren a través de los valores, el rol fundamental de la familia, el orgullo de las raíces y exaltar trabajo, perseverancia y la lucha detrás del éxito. Así mismo se ha convertido en vocera de diversos movimientos para empoderamiento de las mujeres en la industria y trabajando por lograr equidad en el género regional mexicano. 